# Libanasidus vittatus
Libanasidus vittatus (лат.) — вид прямокрылых насекомых семейства Anostostomatidae. Ценится садоводами за истребление улиток вида Cornu aspersum и привлечение великолепных ибисов.

## Ареал
Обитает в Южной Африке: в Йоханнесбурге и Кейптауне, ЮАР, в Намибии и Анголе. Libanasidus vittatus предпочитает влажные заросшие места.

## Описание
6 см в длину.

## Рацион
Насекомое всеядно, питается улитками, другими беспозвоночными и растениями. В городских условиях ест кошачий и собачий корм и испражнения собак и кошек.

## История
Первый известный экземпляр Libanasidus vittatus был описан энтомологом Уильямом Кёрби в 1899 году.
В 1960-х годах происходило массово нашествие вида в субурбии Южной Африки.